# Електрощитове приміщення

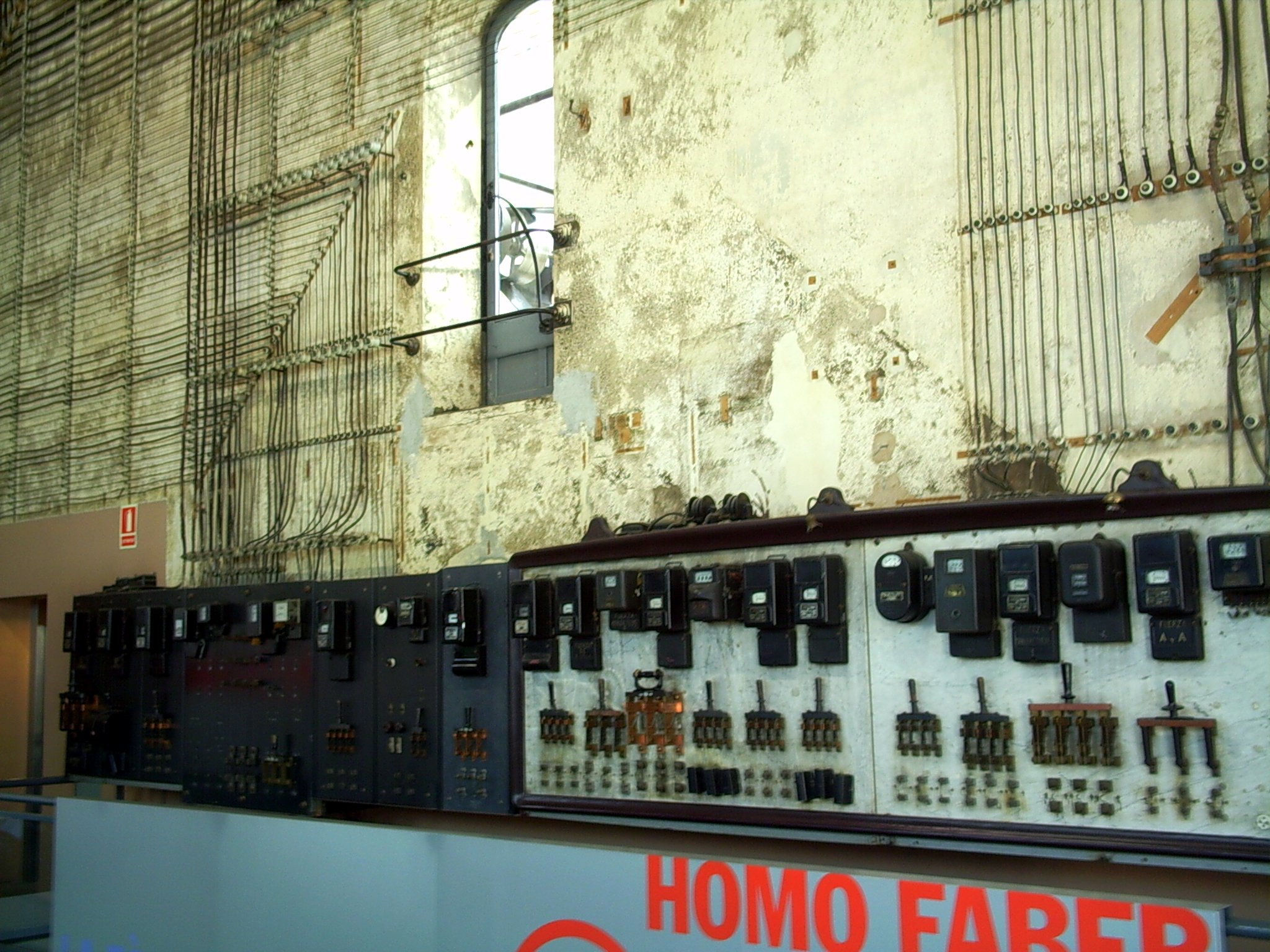

Електрощитове́ примі́щення (електроприміщення) — приміщення або відгороджена його частина, доступна лише для кваліфікованого обслуговчого персоналу, де розміщуються ГРЩ, ВРП, ВП та інші розподільні пристрої й обладнання.
Великі будівлі можуть мати основне електрощитове приміщення та допоміжні. Електричне обладнання може являти собою устаткування для розподілу електроенергії та апаратуру зв'язку й автоматизації.
В електрощитових приміщеннях, зазвичай, розміщується наступне обладнання: ввідні та розподільні щити, автоматичні вимикачі та вимикачі навантаження, роз'єднувачі, віддільники, лічильники електроенергії, трансформатори, шини, резервні акумуляторні батареї, кроси зв'язку та автоматики тощо.

## Конструктивні особливості
Особливості будівництва електрощитових приміщень міняються у залежності від обсягу встановленого обладнання. Підлогу може бути посилено, щоби витримувати важкі трансформатори та розподільні пристрої. Стінам та стелям, можливо, доведеться, підтримувати важку кабельну систему у лотку, або систему шин. Може знадобитися додаткова вентиляція або система кондиціонування повітря, оскільки електрообладнання віддає тепло, а температура у приміщенні не повинна підніматися вище певної межі. Можуть бути передбачені подвійні двері, для забезпечення технічного обслуговування великорозмірного устаткування.